# Aleksej Mironov
Aleksej Vladislavovič Mironov (in russo Алексей Владиславович Миронов?; Mosca, 1º gennaio 2000) è un calciatore russo, centrocampista del Rostov.

## Carriera

### Club
Prodotto del vivaio della Lokomotiv Mosca, nel 2018 viene aggregato alla rosa della Kazanka Mosca, squadra riserve della Lokomotiv, militante nella terza divisione del campionato russo. Durante la sua militanza nella Lokomotiv, viene anche spesso convocato in prima squadra, pur non scendendo mai in campo. Il 14 agosto 2020, passa in prestito biennale all'Orenburg in seconda divisione.
Dopo aver totalizzato 56 presenze e 10 reti tra campionato e coppa con la maglia dell'Orenburg, il 17 giugno 2022 viene acquistato a titolo definitivo dal Rostov, con cui esordisce in Prem'er-Liga il 24 luglio successivo, disputando l'incontro pareggiato per 2-2 contro la sua ex squadra della Lokomotiv Mosca.

### Nazionale
Ha rappresentato le nazionali giovanili russe dall'Under-16 all'Under-19.

## Statistiche

### Presenze e reti nei club
Statistiche aggiornate al 23 agosto 2022.
| Stagione             | Squadra              | Campionato           | Campionato | Campionato | Coppe nazionali | Coppe nazionali | Coppe nazionali | Coppe continentali | Coppe continentali | Coppe continentali | Altre coppe | Altre coppe | Altre coppe | Totale | Totale |
| Stagione             | Squadra              | Comp                 | Pres       | Reti       | Comp            | Pres            | Reti            | Comp               | Pres               | Reti               | Comp        | Pres        | Reti        | Pres   | Reti   |
| -------------------- | -------------------- | -------------------- | ---------- | ---------- | --------------- | --------------- | --------------- | ------------------ | ------------------ | ------------------ | ----------- | ----------- | ----------- | ------ | ------ |
| 2018-2019            | Kazanka Mosca        | 2D                   | 5          | 1          |                 | -               | -               |                    | -                  | -                  |             | -           | -           | 5      | 1      |
| 2019-2020            | Kazanka Mosca        | 2D                   | 12         | 1          |                 | -               | -               |                    | -                  | -                  |             | -           | -           | 12     | 1      |
| ago. 2020            | Kazanka Mosca        | 2D                   | 1          | 1          |                 | -               | -               |                    | -                  | -                  |             | -           | -           | 1      | 1      |
| Totale Kazanka Mosca | Totale Kazanka Mosca | Totale Kazanka Mosca | 18         | 3          |                 | -               | -               |                    | -                  | -                  |             | -           | -           | 18     | 3      |
| 2020-2021            | Orenburg             | 1D                   | 26         | 4          | CR              | 2               | 0               |                    | -                  | -                  |             | -           | -           | 28     | 4      |
| 2021-2022            | Orenburg             | 1D                   | 26         | 6          | CR              | 2               | 0               |                    | -                  | -                  |             | -           | -           | 28     | 6      |
| Totale Orenburg      | Totale Orenburg      | Totale Orenburg      | 52         | 10         |                 | 4               | 0               |                    | -                  | -                  |             | -           | -           | 56     | 10     |
| 2022-2023            | Rostov               | PL                   | 5          | 0          | CR              | 0               | 0               |                    | -                  | -                  |             | -           | -           | 5      | 0      |
| Totale carriera      | Totale carriera      | Totale carriera      | 75         | 13         |                 | 4               | 0               |                    | -                  | -                  |             | -           | -           | 79     | 13     |